# Uttar Raypur
Uttar Raypur là một thị trấn thống kê (census town) của quận South Twentyfour Parganas thuộc bang Tây Bengal, Ấn Độ.

## Nhân khẩu
Theo điều tra dân số năm 2001 của Ấn Độ, Uttar Raypur có dân số 20.382 người. Phái nam chiếm 52% tổng số dân và phái nữ chiếm 48%. Uttar Raypur có tỷ lệ 70% biết đọc biết viết, cao hơn tỷ lệ trung bình toàn quốc là 59,5%: tỷ lệ cho phái nam là 76%, và tỷ lệ cho phái nữ là 65%. Tại Uttar Raypur, 12% dân số nhỏ hơn 6 tuổi.